# Палермо (метрополійне місто)
Метрополійне місто Палермо (італ. Città metropolitana di Palermo) – адміністративно-територіальна одиниця у регіоні Сицилія, Італія. Одне з 3 метрополійних міст Сицилії, що були створені регіональним законом 4 серпня 2015 року. З 4 серпня 2015 року замінює провінцію Палермо.